# St. Paul’s Church (Halifax)

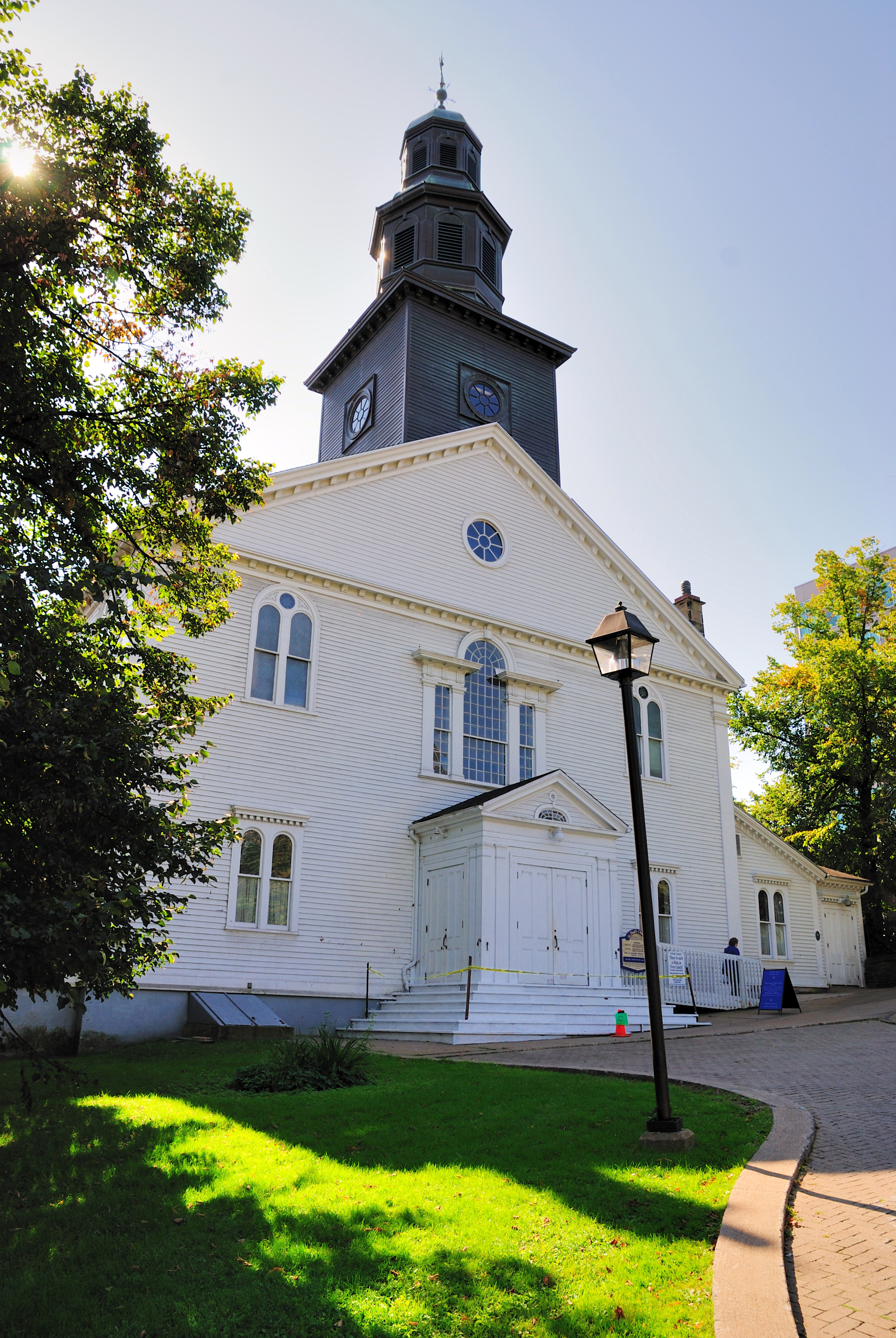
St. Paul´s Church

Die St. Paul’s Church in Downtown Halifax ist die älteste protestantische Kirche Kanadas.

## Geschichte
Mit der Proklamation von König Georg II. erfolgte die Gründung der Gemeinde im Jahr 1749. Im Sommer 1750 wurde das Gotteshaus errichtet und am 2. September desselben Jahres eröffnet.
Der Bauplan der Kirche basiert auf der St.-Peters-Kirche in der Vere Street in London, die 1722 von James Gibb entworfen wurde. Obwohl eine neue Fassade im Norden, einem größeren Kirchturm 1812, zwei Seitenschiffe 1868 und der Chor 1872 hinzugefügt wurden, ist die Ähnlichkeit beider Sakralbauten vorhanden. Das Bauholz der St. Paul’s Church stammt aus Boston und kam über den Seeweg nach Halifax. Die Grundmauern bestehen aus Backsteinen, die örtlich hergestellt wurden.
Mit der Ankunft von Charles Inglis als erstem anglikanischem Bischof von Neuschottland im Jahr 1787 stieg die St. Paul’s Church zur Kathedrale auf und blieb es bis 1865. Gleichzeitig war St. Paul’s auch bis zur Erbauung einer Garnisonskapelle 1844 die erste Garnisonkirche in Halifax. Die St. Paul’s Church erfüllt weiterhin die Funktion einer Pfarrkirche für die Anglikanische Kirche von Kanada.

## Beschreibung
Nach dem Vorraum befinden sich im hinteren Teil des Hauptschiffes Schaukästen, die bedeutende Ereignisse der Geschichte dieser Kirche bildhaft darstellen. 
Bemerkenswert ist die große Anzahl an Gedenktafeln im Kircheninneren. Sie erinnern an Persönlichkeiten, die einen wichtigen Platz in der Geschichte von Neuschottland und Halifax einnehmen. Die ältesten der Tafeln befinden sich auf der Seitenwand der Kapelle.
In der Taufkapelle befinden sich zwei Taufbecken aus Alabasterstein. Die Deckel der Becken sind mit einer Taube geschmückt. Links von den Becken befindet sich ein alter Opferkasten aus Holz. 

## Orgel
Die Orgel aus dem Jahr 1908 wurde zwischen 1947 und 1960 restauriert. Sie ist die fünfte Orgel der Kirche und die zweite, die sich im Chor befindet. Die ursprüngliche Orgel soll 1765 von der Ladung eines erbeuteten spanischen Schiffs gekauft worden sein. Zwei Engel an der hinteren Wand der Empore sind Teil der ursprünglichen Orgel, die aus Mahagoni bestand. Das Instrument hat 48 Register (zwei davon sind Transmissionen) auf vier Manualwerken und Pedal. Die Spiel- und Registertrakturen sind elektro-pneumatisch.
| I Choir Organ C–c4 |        |
| Violin Diapason    | 8′     |
| Melodia            | 8′     |
| Dulciana           | 8′     |
| Violina            | 4′     |
| Flute Traverso     | 4′     |
| Nazard             | 2 ⁄3′  |
| Block Flute        | 2′     |
| Tierce             | 1 3⁄5′ |
| Clarinet           | 8′     |
| Chimes             |        |

| II Great Organ C–c4 |       |
| Flûte conique       | 16′   |
| Open Diapason       | 8′    |
| Principal           | 8′    |
| Doppel Flute        | 8′    |
| Gemshorn            | 8′    |
| Harmonic Flute      | 4′    |
| Octave              | 4′    |
| Twelfth             | 2 ⁄3′ |
| Fifteenth           | 2′    |
| Fourniture IV       |       |
| Chimes              |       |

| III Swell Organ C–c4 |     |
| Gedeckt              | 16′ |
| Principal            | 8′  |
| Bourdon              | 8′  |
| Aeoline              | 8′  |
| Salicional           | 8′  |
| Voix céleste         | 8′  |
| Principal            | 4′  |
| Suabe Flute          | 4′  |
| Octavin              | 2′  |
| Plein Jeu IV         |     |
| Contra Fagotto       | 16′ |
| Trumpet              | 8′  |
| Oboe                 | 8′  |
| Vox Humana           | 8′  |
| Clarion              | 4′  |
| Tremulant            |     |
| Chimes               |     |

| IV Solo Organ C–c4 |    |
| Gross Flote        | 8′ |
| Gamba              | 8′ |
| Harmonic Flute     | 4′ |
| Harmonic Trumpet   | 8′ |
| Tremulant          |    |
| Chimes             |    |

| Pedal Organ C–g1          |     |
| Open Diapason             | 16′ |
| Bourdon                   | 16′ |
| Flûte conique (aus Great) | 16′ |
| Gedeckt (aus Swell)       | 16′ |
| Principal                 | 8′  |
| Bass Flute                | 8′  |
| Choral Bass               | 4′  |
| Mixture III               |     |
| Trombone                  | 16′ |
| Tromba                    | 8′  |